# بزرگمهر قائنی
قسیم بن ابراهیم بن منصور معروف به بزرگمهر قائنی (معرب: بوزرجمهر یا ابوذرجمهر) شاعر، حکیم ادیب و فرزانه سده چهارم و ربع اول پنجم قمری است که در دربار سلطان مسعود غزنوی خدمت کرده است.
وی به زبان فارسی و عربی سخن می‌گفته و از وی اشعار و قصیده‌هایی به جای مانده که قصیده بهاریه او از شهرت خاصی بر خوردار است. بوذر جمهر بعد از مرگ سلطان محمود تا زمان فروپاشی حکومت غزنویان در دربار سلطان مسعود غزنوی به سر برد و در اواخر حکومت غزنویان از غزنه که پایتخت بود به قائن آمد و پس از مدتی در گذشت.

## اشعار

### نمونه اشعار فارسی
| در میان سرای آن مهتر       |  | که همه فخر ما به خدمت اوست   |
| دیگ روئین آب پنداری        |  | دیده عاشقت در دل اوست        |
| جهان آن طلعت سلطان اعظم    |  | نگار اندر نگار اندر نگار است |
| ز نعل مرکباتش شرق تا غرب   |  | غبار اندر غبار اندر غبار است |
| ز لاله کوه را وز گل چمن را |  | نثار اندر نثار اندر نثار است |

### نمونهٔ اشعار عربی
| لقد حالَ دونَ الوردِ برد مطاول  |  | کأنّ سعود أُغیِبَت فی مناحسِ      |
| و حجّب فی الثلج الربیع و حسنه |  | کما کان في بیض، فراخ الطَّواوِسِ |

## آرامگاه

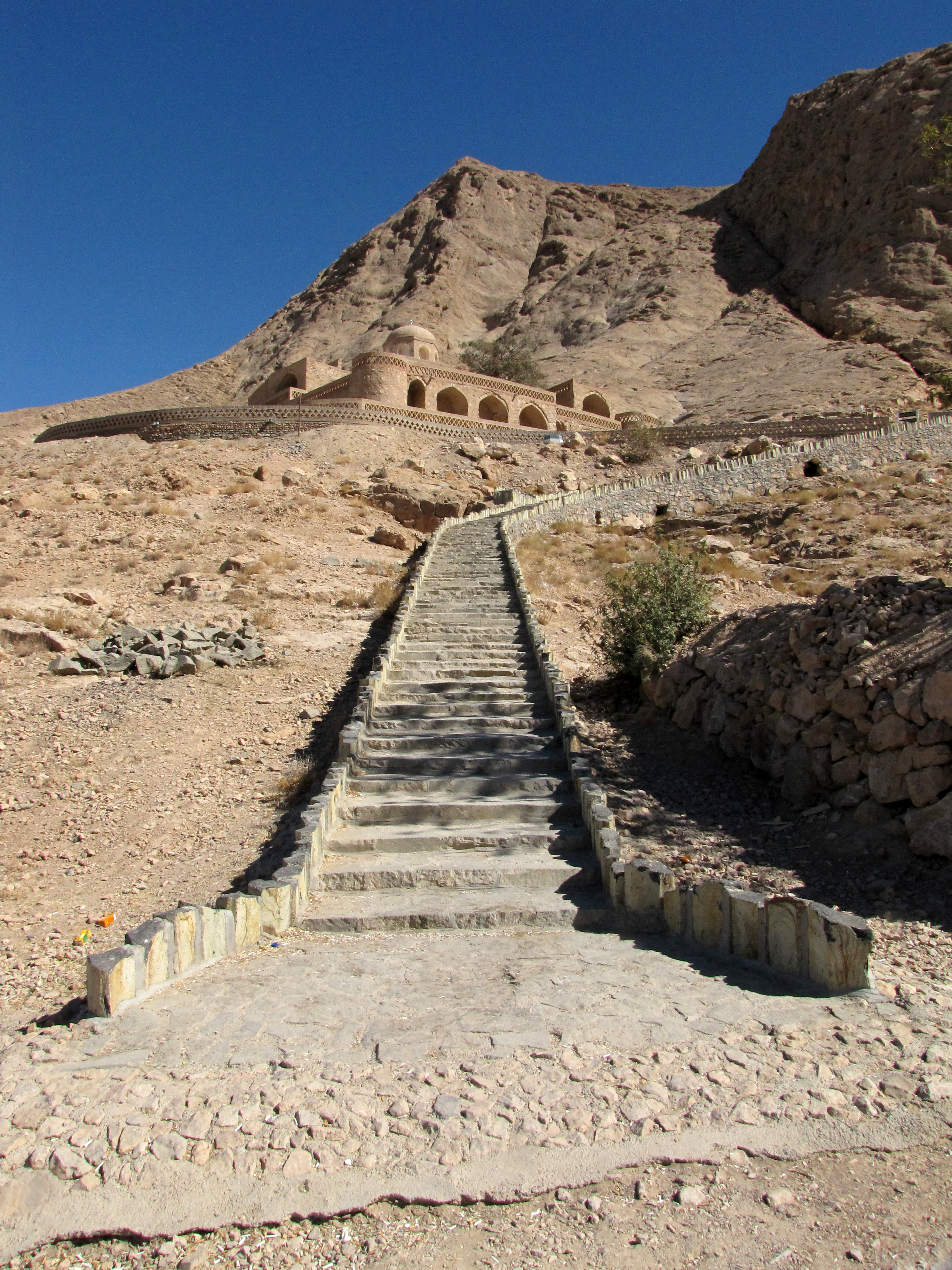
آرامگاه حکیم بزرگمهر قائنی

مقبره حکیم بوذر جمهر در فاصله یک کیلومتری جنوب غربی شهر قاین و در دامنه کوهی موسوم به کوه ابوذر قرار دارد. بنای مقبره از بناهای قرن ششم و هفتم هجری است به فرم چلیپایی و با معماریی بسیار زیبا ساخته شده است. مصالح اصلی در ساخت بنا سنگ گچ و آجر است. درخت بنه ۷۰۰ ساله  نیز در کنار این مقبره وجود دارد که به زیبایی اثر افزوده است.